# Coopérative de la vallée de la Kymi
Pour les articles homonymes, voir KPO.
La coopérative de la vallée de la Kymi (en finnois : Kymen Seudun Osuuskauppa, sigle KPO) est une coopérative de magasins du groupe S-ryhmä dans la vallée de la Kymi en Finlande,,.

## Description
La coopérative couvre les municipalités de Hamina, Iitti,  Kotka, Kouvola, Miehikkälä, Pyhtää et Virolahti. Son siège est à Kouvola.
En 2019, les ventes imposables du groupe Kymen Seudun Osuuskauppa s'élevaient à 558,8 millions d'euros. 
La même année, un total de 20 millions d'euros d'avantages ont été versés aux membres de la coopérative (14,8 millions d'euros de primes et facilités de paiement et 5,2 millions d'euros de remboursements d'excédents), soit un remboursement moyen de 232 euros pour chaque membre de la coopérative.

## Emplacements commerciaux
Les emplacements commerciaux de la coopérative sont:
| Hypermarchés Prisma             | Hypermarchés Prisma | Hypermarchés Prisma | Hypermarchés Prisma                   | Hypermarchés Prisma |
| Magasin                         | Lieux               | Commune             | Adresse                               | Ouverture           |
| ------------------------------- | ------------------- | ------------------- | ------------------------------------- | ------------------- |
| Prisma Kotka                    | Kotka               | Kotka               | Hakamäentie 1, 48400 Kotka            |                     |
| Prisma Kouvola                  | Kouvola             | Kouvola             | Tommolankatu 9, 45130 Kouvola         | 1997                |
| S-market                        |                     |                     |                                       |                     |
| S-market Inkeroinen             | Inkeroinen          | Kouvola             | Lauttatie 1, 46900 Inkeroinen         |                     |
| S-market Myllykoski             | Myllykoski          | Kouvola             | Karjalantie 3, 46800 Myllykoski       |                     |
| S-market Elimäki                | Elimäki             | Kouvola             | Vanhamaantie 16, 47200 Elimäki        |                     |
| S-market Koria                  | Koria               | Kouvola             | Kyminasemantie 8, 45610 Koria         |                     |
| S-market Hamina                 | Hamina              | Hamina              | Isoympyräkatu 15, 49400 Hamina        |                     |
| S-market Kausala                | Kausala             | Iitti               | Kauppakatu 13, 47400 Kausala          |                     |
| S-market Jaala                  | Jaala               | Kouvola             | Jaalantie 117, 47710 Jaala            |                     |
| S-market Karhula                | Karhula             | Kotka               | Karhulantie 30, 48600 Kotka           |                     |
| S-market Karhuvuori             | Kotka               | Kotka               | Tarinatie 2, 48350 Kotka              |                     |
| S-market Pasaati Kotka          | Kotka               | Kotka               | Keskuskatu 8, 48100 Kotka             |                     |
| S-market Kouvola (centre)       | Hansa               | Kouvola             | Torikatu 3, 45100 Kouvola             |                     |
| S-market Lehtomäki              | Kouvola             | Kouvola             | Haukikuja 2, 45160 Kouvola            |                     |
| S-market Tornionmäki            | Kouvola             | Kouvola             | Utinkatu 52, 45200 Kouvola            | 2012                |
| S-market Kuusaankeskus          | Kuusankoski         | Kouvola             | Kymenlaaksonkatu 2, 45700 Kuusankoski |                     |
| S-market Kuusankoski            | Kuusankoski         | Kouvola             | Valtakatu 44, 45700 Kuusankoski       |                     |
| S-market Jokela Valkeala        | Jokela              | Kouvola             | Kauniskankaantie 2, 45360 Valkeala    | 2009                |
| S-market Valkeala               | Valkeala            | Kouvola             | Kustaa III tie 3, 45370 Valkeala      |                     |
| S-market Virojoki               | Virojoki            | Virolahti           | Itätie 1, 49900 Virolahti             |                     |
| Quincailleries S-rauta          |                     |                     |                                       |                     |
| S-rauta Hamina                  | Hamina              | Hamina              | Teollisuuskatu 2, 49400 Hamina        |                     |
| Sokos et Emotion                |                     |                     |                                       |                     |
| Sokos Kotka                     | Kotka               | Kotka               | Keskuskatu 8 A, 48100 Kotka           |                     |
| Sokos Kouvola                   | Kouvola             | Kouvola             | Kauppalankatu 3, 45100 Kouvola        |                     |
| Emotion Hamina                  | Hamina              | Hamina              | Isoympyräkatu 15, 49400 Hamina        |                     |
| Emotion Kouvola                 | Kouvola             | Kouvola             | Tommolankatu 9, 45130 Kouvola         |                     |
| Hôtels Sokos                    |                     |                     |                                       |                     |
| Original Sokos Hotel Seurahuone | Kotka               | Kotka               | Keskuskatu 21, 48100 Kotka            |                     |
| Original Sokos Hotel Vaakuna    | Kouvola             | Kouvola             | Hovioikeudenkatu 2, 45100 Kouvola     |                     |
| Épiceries Sale                  |                     |                     |                                       |                     |
| Sale Anjala                     | Anjala              | Kouvola             | Elimäentie 35, 46910 Anjala           |                     |
| Sale Kaipiainen                 | Kaipiainen          | Kouvola             | Kaipiaistentie 14, 46400 Kaipiainen   |                     |
| Sale Sippola                    | Sippola             | Kouvola             | Sippolantie 20, 46710 Sippola         |                     |
| Sale Koria                      | Koria               | Kouvola             | Suvinojantie 19, 45610 Koria          | 2016                |
| Sale Alakaupunki                | Hamina              | Hamina              | Kadettikoulunkatu 13, 49400 Hamina    |                     |
| Sale Husula                     | Husula              | Hamina              | Joukahaisentie 36, 49510 Husula       |                     |
| Sale Kippari                    | Hamina              | Hamina              | Satamakatu 2, 49400 Hamina            |                     |
| Sale Neuvoton                   | Neuvoton            | Hamina              | Mäkeläntie 1, 49490 Neuvoton          |                     |
| Sale Poitsila                   | Summa               | Hamina              | Riekontie 3, 49410 Poitsila           |                     |
| Sale Pyhältö                    | Pyhältö             | Hamina              | Mäenpääntie 4, 49660 Pyhältö          |                     |
| Sale Kausala                    | Kausala             | Iitti               | Hallitie 1, 47400 Kausala             | 2016                |
| Sale Amiraali                   | Karhula             | Kotka               | Haminantie 1, 48810 Kotka             |                     |
| Sale Hirssaari                  | Kotka               | Kotka               | Salakantie 2, 48310 Kotka             |                     |
| Sale Eskolanmäki                | Kouvola             | Kouvola             | Tasankotie 11, 45150 Kouvola          | 2014                |
| Sale Kauppalankatu              | Kouvola             | Kouvola             | Kauppalankatu 35, 45100 Kouvola       | 2013                |
| Sale Pilkanmaa                  | Pilkanmaa           | Kouvola             | Kyöperiläntie 4, 45810 Pilkanmaa      |                     |
| Sale Voikkaa                    | Voikkaa             | Kouvola             | Kuparintie 2, 45910 Voikkaa           |                     |
| Sale Miehikkälä                 | Miehikkälä village  | Miehikkälä          | Keskustie 3, 49700 Miehikkälä         |                     |
| Sale Majakka                    | Pyhtää village      | Pyhtää              | Pyhtääntie 40, 49270 Pyhtää           |                     |
| Sale Pyhtää                     | Siltakylä           | Pyhtää              | Malminsuontie 2, 49220 Siltakylä      |                     |
| Sale Tuohikotti                 | Tuohikotti          | Kouvola             | Huoltamontie 2, 46110 Tuohikotti      | 2016                |
| Sale Utti                       | Utti                | Kouvola             | Lentoportintie 3, 45410 Utti          | 2015                |
| Sale Klamila                    | Klamila             | Virolahti           | Museotie 1878, 49860 Klamila          |                     |
| Stations d'essence ABC          |                     |                     |                                       |                     |
| ABC Anjalankoski                | Keltakangas         | Kouvola             | Hallitie 2, 46860 Keltakangas         | 2007                |
| ABC S-market Inkeroinen         | Inkeroinen          | Kouvola             | Lauttatie 1, 46900 Inkeroinen         |                     |
| ABC Myllykoski                  | Myllykoski          | Kouvola             | Hämeentie 1, 46800 Myllykoski         |                     |
| ABC Koria                       | Koria               | Kouvola             | Suvinojantie 19, 45610 Koria          | 2004                |
| ABC Korianportti                | Koria               | Kouvola             | Kyminasemantie 1 E, 45610 Koria       |                     |
| ABC Kippari                     | Hamina              | Hamina              | Satamakatu 2, 49400 Hamina            |                     |
| ABC Kausala                     | Kausala             | Iitti               | Hallitie 1, 47400 Kausala             |                     |
| ABC Amiraali                    | Karhula             | Kotka               | Haminantie 1, 48810 Kotka             |                     |
| ABC Sale Hirssaari              | Kotka               | Kotka               | Salakantie 2, 48310 Kotka             |                     |
| ABC S-market Karhula            | Karhula             | Kotka               | Karhulantie 30, 48600 Kotka           |                     |
| ABC Prisma Kotka                | Kotka               | Kotka               | Hakamäentie 1, 48400 Kotka            |                     |
| ABC Kauppalankatu               | Kouvola             | Kouvola             | Kauppalankatu 35, 45100 Kouvola       | 2013                |
| ABC Prisma Kouvola              | Kouvola             | Kouvola             | Tommolankatu 9, 45130 Kouvola         |                     |
| ABC Sale Miehikkälä             | Miehikkälä village  | Miehikkälä          | Keskustie 3, 49700 Miehikkälä         |                     |
| ABC Majakka                     | Pyhtää village      | Pyhtää              | Pyhtääntie 40, 49270 Pyhtää           |                     |
| ABC Tuohikotti                  | Tuohikotti          | Kouvola             | Huoltamontie 2, 46110 Tuohikotti      |                     |
| ABC Utti                        | Utti                | Kouvola             | Lentoportintie 3, 45410 Utti          | 1998                |
| ABC Valkeala                    | Valkeala            | Kouvola             | Kalevantie 1, 45370 Valkeala          |                     |
| ABC S-market Virojoki           | Virojoki            | Virolahti           | Virojoentie 8, 49900 Virolahti        |                     |